# Paul Baize
Pour les articles homonymes, voir Baize.
 (octobre 2015).
Si vous disposez d'ouvrages ou d'articles de référence ou si vous connaissez des sites web de qualité traitant du thème abordé ici, merci de compléter l'article en donnant les références utiles à sa vérifiabilité et en les liant à la section « Notes et références ».
Paul Achille‐Ariel Baize, né le 11 mars 1901 à Paris et mort le 6 octobre 1995 à Laval,,, est un pédiatre français et un astronome amateur spécialisé dans l'observation des étoiles doubles.

## Biographie
Fils d'un médecin originaire de Normandie, il est élève au lycée de Coutances avant de suivre les mêmes études que son père et de devenir pédiatre. Docteur en médecine en 1931, chef de clinique en 1932 puis assistant des hôpitaux en 1934, il poursuivit sa carrière professionnelle tant comme professeur à l’école de puériculture qu’à l’hospice des enfants assistés et dans un cabinet en libéral. Professeur à l'hôpital des enfants malades, il publie de nombreuses communications médicales.
Il commence ses observations des étoiles doubles en 1925. Entre 1933 et 1971, il est autorisé à observer depuis l'Observatoire de Paris. Il fait 20 044 mesures sur  47 ans. En 1946, il publie avec Lucien Romani dans Les Annales d'astrophysique. À partir de 1954, il publie régulièrement dans les circulaires de la commission n°26 de l'Union astronomique internationale; sa dernière contribution est envoyée en 1993, à l'âge de 92 ans.
Ces travaux scientifiques permirent entre autres observations de calculer, en fonction de leur luminosité, la masse des étoiles et de vérifier l’universalité de la loi de Newton.
Il se retire à Gouville-sur-Mer (Manche) en 1971.

## Hommages et distinctions
- Une rue lui est dédiée à Gouville-sur-Mer, inaugurée le 18 juillet 2009 ainsi qu'un astéroïde, (1591) Baize [5],[6], qui gravite entre Mars et Jupiter.
- Il fait partie des douze astronomes amateurs honorés par la remise de la médaille du centenaire de la Société astronomique de France en 1987[7]. Il avait été décoré du prix des Dames par cette même société en 1980.
- Prix amateur d'excellence de l'Astronomical Society of the Pacific en 1989.
- Chevalier de la Légion d'honneur (1950)[8].
- Commandeur de l'ordre national du Mérite le 14 mai 1994.
- Mémorial par Paul Couteau sur la Circulaire d'Information n. 127 de la Commission  n. 26 de l'Union astronomique internationale publiée par l'Observatorio Astronomico "R.M.Aller" de l'Université de Santiago de Compostela (Espagne).